# Hüllenerfehn
Hüllenerfehn ist ein Dorf in Ihlowerhörn, einem Ortsteil der Gemeinde Ihlow im ostfriesischen Landkreis Aurich.
Rudolph Pott gründete die Moorkolonie im Jahre 1639.  Er erwarb 100 Diemat Morast auf Erbpacht von Graf Ulrich II. von Ostfriesland.
Die ersten Kolonisten siedelten an der Hüllener Wieke. Über diese transportierten sie den auf ihren Parzellen abgegrabenen Moorboden mit Tjalken nach Emden und brachten auf dem Rückweg fruchtbaren Schlick zur Bodenverbesserung mit. Die Weihnachtsflut von 1717 richtete in Hüllenerfehn schwere Schäden an. Sie überflutete 22 Warften in dem Dorf. Dabei ertranken sieben Menschen und der Viehbestand erlitt starke Verluste.
Der Anschluss an das Straßennetz läutete ab 1911 das Ende der früher vorherrschenden Flussschifffahrt ein.
Heute ist Hüllenerfehn landwirtschaftlich geprägt.
Zum 375-Jährigen Bestehen von Hüllenerfehn wurde 2014 ein Gedenkstein aufgestellt. Frühere Dorfbezeichnungen waren Westersander Fehn oder Pottsfehn. Die heutige Bezeichnung der Siedlung geht auf Unebenheiten des Bodens zurück. Das ostfriesische Wort Hülle oder Hüll bzw. Hülte bedeutet kleiner Hügel oder Erhöhung. Sie ist erstmals für 1789 belegt. In Hüllenerfehn leben gegenwärtig (2015) rund 160 Einwohner.